# Tomislav Franjković
Tomislav Franjković (19. svibnja 1931. – 12. listopada 2010.), hrvatski vaterpolist, osvajač srebrne medalje na Olimpijskim igrama u Melbourneu 1956. godine.
Igrao je za splitski Mornar, s kojim je osvojio naslove prvaka 1952., 1953., 1955. i 1956. 1953. je osvojio u Beču Mitrov kup, natjecanje koje je bilo preteča kasnije Kupa europskih prvaka. Te je godine taj kup okupio najveća ondašnja vaterpolska imena.